# Naryn (město)
Naryn je město v Kyrgyzstánu. Je hlavním městen Narynské oblasti. V roce 2021 v něm žilo 41 178 obyvatel. Je situováno v zákrutu řeky Naryn. Ve městě se nachází dvě oblastní muzea a několik hotelů.
Vzniklo v roce 1868 jako pevnost na frekventované trase karavan, které cestovaly zpravidla mezi Sedmiříčím a Kašgarem. Ve městě se nachází kampus Středoasijské univerzity. Panuje zde studené semiaridní podnebí.